# Sol Lesser
Sol Lesser (Spokane, 17 febbraio 1890 – Hollywood, 19 settembre 1980) è stato un produttore cinematografico statunitense.

## Biografia
Quando a San Francisco, nel 1913, venne a sapere che le autorità volevano ripulire la cosiddetta Barbary Coast - un quartiere cittadino famoso per le sue case da gioco, i bordelli e i saloon - il giovane Sol Lesser (all'epoca ventitreenne) prese una cinepresa e, insieme a un amico, il futuro direttore della fotografia hollywoodiano Hal Mohr, si precipitò a girare in quella zona per catturare le immagini di un mondo che stava per scomparire (la Costa dei barbari, in realtà, non fu demolita che nel 1917). Il documentario che ne venne fuori, The Last Night of the Barbary Coast, è oggi considerato un film perduto. Venduto direttamente ai proprietari di sale, Lesser ne ricavò abbastanza da poter acquistare diversi teatri, diventando ben presto proprietario di una catena di sale cinematografiche.
Negli anni venti, Lesser mise sotto contratto Jackie Coogan, il bambino prodigio di Hollywood, con il quale girò diversi successi, tra i quali vanno ricordati Oliviero Twist (titolo della distribuzione italiana di un film tratto dal capolavoro di Dickens) e Peck's Bad Boy. La transizione al sonoro non creò grossi problemi al produttore, che distribuiva lui stesso i propri film attraverso la Principal Pictures o si accordava con i grandi studios per distribuirli conservando tuttavia il proprio marchio. 
Nel 1933, Lesser produsse Lampi sul Messico, montando parte del materiale che proveniva dal girato di Ėjzenštejn per il progetto di Que viva Mexico!. Contrariamente ai budget di solito abbastanza risicati degli altri produttori indipendenti, le produzioni di Sol Lesser godevano quasi sempre di fondi abbastanza alti e, nel corso degli anni, il produttore è riuscito a mettere in cantiere intere serie con nomi come quelli di Bela Lugosi, George O'Brien e Bobby Breen. Uno dei motivi che permettevano a Sol Lesser di contare su generosi finanziamenti era la sua stretta e personale conoscenza di Amadeo Peter Giannini che lo finanziò agli inizi della sua carriera quando si presentò alla Bank Of Italy dopo il terribile terremoto del 1906 che devastò San Francisco. 
Nel 1933, Lesser acquisì i diritti cinematografici del personaggio di Tarzan creato da Edgar Rice Burroughs, che volle utilizzare per un serial con Buster Crabbe. Burroughs, però, volle tentare in proprio un'avventura cinematografica e non volle più concedere i diritti a Lesser. Dopo un po', i diritti passarono alla MGM. Lesser non poté riacquistare la proprietà di Tarzan fino al 1943. I nuovi film furono prodotti dalla RKO e interpretati dapprima da Johnny Weissmuller, poi da Lex Barker e, quindi, da Gordon Scott. Lesser si dedicò a questo filone avventuroso della giungla per tutto il resto della sua carriera. Negli ultimi anni, si dedicò attivamente al restauro di molte delle sue prime produzioni. Lesser si ritirò nel 1958. 

## Riconoscimenti
Nel 1960, a Sol Lesser è stata dedicata, per il cinema, una stella sulla Hollywood Walk of Fame al 6533 di Hollywood Blvd.

Nel 1961 gli è stato assegnato il Premio umanitario Jean Hersholt.

## Filmografia
- Last Night of the Barbary Coast, co-regia di Hal Mohr - documentario, cortometraggio (1913)
- Bing Bang Boom, regia di Fred J. Butler (1922)
- The Milky Way, regia di W. S. Van Dyke (1922)
- Oliviero Twist (Oliver Twist), regia di Frank Lloyd (1922)
- The World's a Stage, regia di Colin Campbell (1922)
- Papà (Daddy), regia di E. Mason Hopper (1923)
- The Meanest Man in the World, regia di Edward F. Cline (1923)
- Capitan Baby (Captain January), regia di Edward F. Cline (1924)
- Girls Men Forget, regia di Maurice Campbell, Wilfred Lucas 1924)
- The Mine with the Iron Door, regia di Sam Wood (1924)
- Helen's Babies, regia di William A. Seiter (1924)
- Little People of the Garden, regia di Louis H. Tolhurst - cortometraggio (1924)
- The Re-Creation of Brian Kent, regia di Sam Wood (1925)
- La taverna delle stelle (Stage Door Canteen), regia di Frank Borzage (1943)